# Čížkovice
Čížkovice là một làng thuộc huyện Litoměřice, vùng Ústecký, Cộng hòa Séc.